# Péoukoye
Péoukoye est une commune rurale située dans le département de Dori de la province de Séno dans la région Sahel au Burkina Faso.